# يزومي يوكوكاوا
يزومي يوكوكاوا (باليابانية: 横川 泉) (مواليد 25 فبراير 1963)، هو لاعب كرة قدم سابق كان يلعب كحارس مرمى.

## وصلات خارجية
- يزومي يوكوكاوا على موقع رابطة كرة القدم اليابانية للمحترفين (اليابانية)
- يزومي يوكوكاوا على موقع عالم كرة القدم.نت (الإنجليزية)